# Sybistroma emeishanus
Sybistroma emeishanus är en tvåvingeart som först beskrevs av Yang 1998.  Sybistroma emeishanus ingår i släktet Sybistroma och familjen styltflugor. Inga underarter finns listade i Catalogue of Life.